# GT Большого Пса
GT Большого Пса (лат. GT Canis Majoris) — одиночная переменная звезда в созвездии Большого Пса на расстоянии (вычисленном из значения параллакса) приблизительно 9324 световых лет (около 2859 парсеков) от Солнца. Видимая звёздная величина звезды — от более +15m до +12,1m.

## Характеристики
GT Большого Пса — красная пульсирующая переменная S-звезда, мирида (M) спектрального класса S.